# Городские населённые пункты Архангельской области
В состав Архангельской области России по состоянию на конец 2021 года входят 26 городских населённых пунктов, в том числе:
- 13 городов, среди которых выделяются:
  - 7 городов областного значения (в списке выделены оранжевым цветом),
  - 6 городов районного значения;
- 13 посёлков городского типа (рабочих посёлков).

## Города
| №  | город         | район / город областного значения | муниципальный район / муниципальный округ /городской округ | население, чел. | основание / первое упоминание | статус города | герб | прежние названия                               |
| -- | ------------- | --------------------------------- | ---------------------------------------------------------- | --------------- | ----------------------------- | ------------- | ---- | ---------------------------------------------- |
| 1  | Архангельск   | Архангельск                       | Архангельск, ГО                                            | ↘294 914        | 1584                          | 1613          |      | до 1613 — Новохолмогоры                        |
| 2  | Вельск        | Вельский район                    | Вельский мун.район                                         | ↘21 406         | 1137                          | 1780          |      |                                                |
| 3  | Каргополь     | Каргопольский район               | Каргопольский мун.округ                                    | ↘8737           | 1380                          | 1380          |      |                                                |
| 4  | Коряжма       | Коряжма                           | Коряжма, ГО                                                | ↘34 002         | 1535                          | 1985          |      |                                                |
| 5  | Котлас        | Котлас                            | Котлас, ГО                                                 | ↘55 614         | 1600                          | 1917          |      | Кодлас                                         |
| 6  | Мезень        | Мезенский район                   | Мезенский мун.район                                        | ↘2832           | XVI век                       | 1780          |      |                                                |
| 7  | Мирный        | Мирный                            | Мирный, ГО                                                 | ↘27 174         | 1957                          | 1966          |      | Ленинград-400, Ленинград-300, Мирный-12        |
| 8  | Новодвинск    | Новодвинск                        | Новодвинск, ГО                                             | ↘32 826         | 1936                          | 1977          |      | до 1957 — Ворошиловский до 1977 — Первомайский |
| 9  | Няндома       | Няндомский район                  | Няндомский мун.район                                       | ↘18 146         | 1897                          | 1939          |      |                                                |
| 10 | Онега         | Онежский район                    | Онежский мун.район                                         | ↘16 449         | 1556                          | 1780          |      | до 1780 — Устье Онежское до 1784 — Онег        |
| 11 | Северодвинск  | Северодвинск                      | Северодвинск, ГО                                           | ↘155 365        | 1936                          | 1938          |      | до 1938 — Судострой до 1957 — Молотовск        |
| 12 | Сольвычегодск | Котласский район                  | Котласский мун.район                                       | ↘1858           | 1492                          | 1796          |      | Усолье, Усольск, Соль-Вычегодская              |
| 13 | Шенкурск      | Шенкурский район                  | Шенкурский мун.район                                       | ↘4524           | 1137                          | 1780          |      | Вага, Шенкурье                                 |

### Населённые пункты, утратившие статус города
Сохранились, но потеряли статус города:
- Емецк — ныне село. Город с 1922 по 1925 год.
- Кевроль  — ныне деревня. Город до 1780.
- Красноборск — ныне село. Город с 1780 по 3 декабря 1923.
- Пинега — ныне село. Город с 1780 по 1925.
- Устьвашск — ныне село Лешуконское. Город с 1918 по 1922 год.
- Холмогоры — ныне село. Город с 1784 по 1925.
- Яренск — ныне село. Город с начала XVII века (до 1636 года находился на другом месте) до 1924 года.

## Посёлки городского типа
| №  | пгт          | район / город областного значения | муниципальный район / городской округ | население, чел. | основание / первое упоминание | статус пгт | герб | прежние названия       |
| -- | ------------ | --------------------------------- | ------------------------------------- | --------------- | ----------------------------- | ---------- | ---- | ---------------------- |
| 1  | Белушья Губа | Новая Земля, район                | Новая Земля, ГО                       | ↗2060           | 1897                          | 2005       |      | Архангельск-55         |
| 2  | Вычегодский  | Котлас                            | Котлас, ГО                            | ↘10 817         | 1942                          | 1949       |      |                        |
| 3  | Коноша       | Коношский район                   | Коношский мун.район                   | ↘10 317         | 1896                          | 1931       |      |                        |
| 4  | Кулой        | Вельский район                    | Вельский мун.район                    | ↘4696           | 1942                          | 1945       |      |                        |
| 5  | Малошуйка    | Онежский район                    | Онежский мун.район                    | ↘1942           | 1638                          | 1943       |      | Малая Шуйка            |
| 6  | Обозерский   | Плесецкий район                   | Плесецкий мун.район                   | ↘3326           | 1896                          | 1958       |      |                        |
| 7  | Октябрьский  | Устьянский район                  | Устьянский мун.район                  | ↘9008           | 1950                          | 1958       |      | до 1958 — Первомайский |
| 8  | Плесецк      | Плесецкий район                   | Плесецкий мун.округ                   | ↘8804           | 1894                          | 1932       |      |                        |
| 9  | Приводино    | Котласский район                  | Котласский мун.район                  | ↘3108           | 1726                          | 1941       |      |                        |
| 10 | Савинский    | Плесецкий район                   | Плесецкий мун.район                   | ↘5596           | XIX век                       | 1961       |      |                        |
| 11 | Североонежск | Плесецкий район                   | Плесецкий мун.район                   | ↘4697           | 1973                          | 1985       |      |                        |
| 12 | Урдома       | Ленский район                     | Ленский мун.район                     | ↘3932           | XVI век                       | 1963       |      |                        |
| 13 | Шипицыно     | Котласский район                  | Котласский мун.район                  | ↗3560           | 1784                          | 1950       |      |                        |